# Сновидения (комикс)
«Сновидения» (англ. The Dreaming) — OEL-манга (комикс), созданная сиднейской художницей Куини Чан и опубликованная в издательстве Tokyopop. Это первый комикс этой компании, который не является мангой, то есть был создан за пределами Японии. Несмотря на некоторые огрехи рисунка, в частности, невыразительные лица персонажей, «Сновидения» получили благоприятные отзывы, в отличие от других изданий OEL-манги компании Tokyopop, пользовавшихся переменным успехом. В частности, отмечались интересный сюжет, продуманный дизайн персонажей и детализированная прорисовка фонов.

## Сюжет
Главными героинями комикса являются сёстры-близняшки Джини (англ. Jeanie Malkin) и Эмбер (англ. Amber Malkin), недавно поступившие в старый частный колледж Гринвич в Австралии. Они узнают, что у этого учебного заведения есть тайна: за всё время существования колледжа оттуда пропало большое количество студентов. Ученики уходили из здания и не возвращались, не оставляя никаких следов, как будто исчезая с лица земли. Вскоре сёстры начинают видеть странные сны. Девушек преследуют кошмарные сны, уходит в лес и пропадает их новая подруга Милли (англ. Millie).

## Фильм
В мае 2010 года Tokyopop совместно со студией Odin's Eye объявили в Каннах о намерении снять фильм по мотивам манги. Начало съёмок запланировано на 2011 год, а сама премьера ожидается ближе к концу 2012 г. Продюсировать фильм будут генеральный директор Tokyopop Стюарт Леви и австралийский продюсер Майкл Фавелл. Режиссёром выступит Кейт Вудс, ранее занимавшаяся в основном созданием телесериалов.
Фильм планируется снять в 3D-формате. При этом акцент в фильме всё равно будет делаться на раскрытие личностей персонажей. В пресс-релизе компании продюсеры высказали надежду на то, что новые технологии и атмосфера австралийского буша (в обстановке которого, по всей видимости, будет проходить часть съёмок) поможет поднять в зрителе уровень психологического напряжения выше, чем удалось фильму «Сияние».